# Polat Kemboi Arıkan
Polat Kemboi Arıkan (ur. 12 grudnia 1990 jako Paul Kipkosgei Kemboi w Cheptıret w Kenii) – turecki lekkoatleta pochodzenia kenijskiego, specjalizujący się w biegach długodystansowych. Uczestnik letnich igrzysk olimpijskich w Londynie (2012).
Barwy Turcji reprezentuje od 8 czerwca 2011.
W lutym 2012 zdobył w Stambule tytuł halowego mistrza krajów bałkańskich w biegu na 3000 metrów. W marcu 2012 reprezentował Turcję podczas rozegranych w Stambule halowych mistrzostw świata, nie awansując do finału biegu na 3000 metrów. W czerwcu 2012 zwyciężył w Bilbao w Pucharze Europy w biegu na 10 000 metrów oraz zdobył w Helsinkach brązowy medal mistrzostw Europy w biegu na 5000 metrów i złoty na dystansie 10 000 metrów. Na początku 2013 obronił złoto halowych mistrzostw krajów bałkańskich w biegu na 3000 metrów. W tym samym roku sięgnął po złoty medal w biegu na 10 000 metrów podczas igrzysk śródziemnomorskich w Mersin.

## Rekordy życiowe
- bieg na 1500 metrów – 3:47,05 – Ankara 05/06/2012
- bieg na 3000 metrów – 7:42,31 – Doha 11/05/2012 (były rekord Turcji)
- bieg na 3000 metrów (hala) – 7:42,49 – Stambuł 18/02/2012 (były rekord Turcji)
- bieg na 5000 metrów – 13:05,98 – Bruksela 16/09/2011 (rekord Turcji)
- bieg na 5000 metrów (hala) – 13:12,55 – Düsseldorf 10/02/2012 (rekord Turcji)
- bieg na 10 000 metrów – 27:35,50 – Rio de Janeiro 13/08/2016
- bieg na 10 kilometrów – 28:17 – Rennes 10/10/2010
- bieg na 20 kilometrów – 59:44 – Maroilles 01/05/2010
- półmaraton – 1:01:22 – Kopenhaga 29/03/2014 (były rekord Turcji)